# Преглово
Преглово (мкд. Преглово) је насеље у Северној Македонији, у средишњем делу државе. Преглово припада општини Пласница.

## Географија
Насеље Преглово је смештено у средишњем делу Северне Македоније. Од најближег већег града, Кичева, насеље је удаљено 18 km источно.
Рељеф: Преглово се налази у Доњекичевском крају, која обухвата средишњи део слика реке Треске. Село је положено на десној обали реке Треске. Јужно од села издиже се Бушева планина. Надморска висина насеља је приближно 680 метара.
Клима у насељу је континентална.

## Становништво
По попису становништва из 2002. године, Преглово је имало 1.079 становника.
Претежно становништво у насељу су Турци, тачније Торбеши (99%).
Већинска вероисповест у насељу је ислам.